# Rue de l'Oratoire (Nancy)
Pour les articles homonymes, voir rue de l'Oratoire.
La rue de l'Oratoire est une voie située au sein de la commune de Nancy, dans le département de Meurthe-et-Moselle, en région Lorraine.